# Sacha Valleau
Sacha Valleau (8 de outubro de 1996) é um jogador de rugby sevens francês.

## Carreira
Sacha Valleau integrou o elenco da Seleção Francesa de Rugbi de Sevens, na Rio 2016, que foi 7º colocada.